# Heraclia karschii
Heraclia karschii là một loài bướm đêm trong họ Noctuidae.